# Хант, Уолтер
Уолтер Хант (Walter Hunt; 29 июля 1796 — 8 июня 1859) — американский механик и изобретатель.

## Биография
Был каменщиком, также работал на текстильной фабрике. В 20 лет он придумал усовершенствованную модель прядильной машины для льна и получил на неё 1826 году свой первый патент, после чего немедленно продал право на использование своего изобретения.
После того, как Хант стал свидетелем того, как кэб сбил девочку, поскольку руки кэбмена были заняты вожжами, и он не смог нажать на клаксон, Хант изобрёл и запатентовал гонг, управляемый ножной педалью. Через год изобретатель продал и право на это изобретение, и переехал в Нью-Йорк, где работал риелтором. Затем он изобрёл и запатентовал компактный аппарат для заточки ножей, шариковые колеса для мебели и угольную печку для обогрева. Права на эти изобретения он также сразу продавал. Он также изобрел ледовый плуг для судов, машину для изготовления обувных гвоздей, бумажные воротнички, обувь для хождения по стенам и потолку, которую использовали цирковые артисты, а также раннюю версию магазинной винтовки и патрона, конструкция которых была позднее использована компанией «Smith & Wesson». Самыми известными изобретениями Ханта были безопасная булавка и швейная машинка. 
Но Хант раз за разом продавал права на свои изобретения, получая единовременные выплаты вместо того, чтобы стабильно зарабатывать от продажи изобретённых им вещей. В 1858 году владелец компании Sewing Machines Исаак Зингер пообещал Ханту выплатить $50 000 за право на использование изобретения швейной машинки, но он не успел сделать этого до смерти изобретателя от пневмонии.

## Изобретения

### Безопасная булавка
Безопасные булавки существовали и до Ханта. Оригинальность идеи Ханта заключалась в том, что его булавка была сделана из единого куска проволоки, представляющего собой и иглу, и пружину. Идея пришла к нему, когда он крутил в руках кусок металлической проволоки, размышляя, как отдать долг в 15 долларов. Он запатентовал изобретение 10 апреля 1849 года, а затем он продал патент, выручив за него относительно небольшую сумму в 400 долларов.

### Швейная машина
В 1834 году Хант изобрёл первую в США швейную машину, использующую иглу с ушком в острие. Однако не стал её патентовать из опасений оставить без работы швей, занимавшихся ручным шитьём. 10 сентября 1846 года Илайес Хау запатентовал аналогичную машину. С 1849 по 1854 годы тянулась тяжба об авторстве между Хантом и Хау. Ханту удалось отстоять первенство своего изобретения, однако патент остался за Хау.